# Simones Maria Hubertus Tellings
Simones Maria Hubertus ("Ben") Tellings (* 27. Mai 1956 in Breda) ist ein niederländischer Manager. Von 2003 bis 2010 war er Vorstandsvorsitzender der ING-DiBa und wurde nachfolgend Aufsichtsratsvorsitzender.
Tellings studierte Jura (ohne Abschluss) in Tilburg. Nach verschiedenen Positionen in niederländischen Versicherungen und Banken von 1991 bis 1997 war Ben Tellings von 1998 bis 2001 als Deputy General Manager für den Aufbau der Direktbankaktivitäten der ING Direct in Spanien und Frankreich verantwortlich. Danach ging er als Vorstand zur ING-DiBa nach Frankfurt, wo er am 1. August 2003 den Vorstandsvorsitz von Bernhard Hafner übernahm.  Zusätzlich wurde er 2006 in das Executive Board der ING Direct N.V. sowie in den Management Council und in den Leadership Council der ING Groep berufen.  2010 wechselte Ben Tellings vom Vorstandsvorsitz in den Aufsichtsrat der ING-DiBa und übernahm dort den Vorsitz. Sein Nachfolger als Vorstandsvorsitzender der ING-DiBa wurde am 1. Oktober 2010 Roland Boekhout. Am 18. Juli 2016 trat Tellings als Aufsichtsratsvorsitzender zurück.
Tellings war neben seiner Funktion als Aufsichtsratsvorsitzender der ING-DiBa kurzzeitig Chef des niederländischen Bewerbungskomitees, das im Auftrag der niederländischen Regierung die Olympischen Spiele in die Niederlande holen sollte.
Tellings ist verheiratet und hat zwei Kinder.